# Lazar Ristovski
Lazar "Laza" Ristovski (Ravno Selo, 26. listopada 1952.) je srpski glumac, redatelj i scenarist.

## Životopis
Ristovski je rođen 26. listopada 1952. godine u Ravnom Selu. Završio je učiteljsku školu u Somboru, a glumu diplomirao na Fakultetu dramskih umjetnosti u Beogradu. Odigrao je u kazalištu preko 4000 predstava. Igrao je u više od 40 filmova, TV serija, TV drama, većinom u glavnim ulogama.
Najpoznatije uloge u kazalištu su mu: Shakespeareov „Hamlet“ u režiji oskarovca Jiřía Menzela na dubrovačkim ljetnjim igrama, Knjaz Nikola u predstavi „Dugo putovanje u Jevropu“, Stevana Koprivice, Amadeus u „Amadeusu“ Petera Sheferra u režiji Paola Maggelia, Bondova „Luda“ u režiji Slobodana Unkovskog, u Beogradskom Dramskom Pozorištu. Igrao je u hitovima Zvezdara Teatra: “Mrešćenje šarana”, Ace Popovića, “Original falsifikata”, Radeta Radovanovića, “Mala”, Radoslava Pavlovića, “Urnebesna tragedija”, Dušana Kovačevića. Igrao je Molièrovog „Don Juana“, „Rucanteovu“  „Mušicu“, Mara u “Mara Sad” u Pozorištu Dvorištu. Igrao je u predstavi „Vjenčanje“ Vitolda Gombroviča U Srpskom Narodnom Pozorištu u Novom Sadu, koju je režirao jedan od najboljih redatelja, Poljak, Jerži Jarocki.
Svoje uloge je ostvario u filmovima Hajka (1977.), Svetozar Marković (1981.), Igmanski marš (1983.), Tako se kalio čelik (1988.), Original falsifikata (1991.), Tito i ja (1992.), Podzemlje (1995.), Balkanska pravila (1997.), Bure baruta (1998.), Belo odelo (1999.), Bumerang (2001.), Mali svet (2003.), Pad u raj (2004.), San zimske noći (2004.) te Sveti Georgije ubiva aždahu (2009.).
Igrao je i van granica Srbije: Kralj Lopova i „Druga žena“.
Okušao se i kao redatelj i producent filma „Bijelo odijelo“. Poslije toga je kao producent napravio 10 filmova. Kao redatelj i producent, snimao je i svoj drugi film „Bijeli lavovi“ 2011.
Napisao je i dva romana; „Bijelo odijelo“ i „Kako sam dobio Oskara“.
Lazar Ristovski je isključivi vlasnik producentske kuće Zilion Film.

## Filmografija
- "Hajka" kao Ivan (1977.)
- "Kvar" kao psihijatar Savić (1978.)
- "Maska" kao Branko Radičević (1978.)
- "Svetozar Marković" kao Svetozar Marković (1981.)
- "Lov na miševe" (1982.)
- "Divlje meso" kao Steva Andrejević (1982.)
- "Sabinjanke" (1982.)
- "Terasa" (1983.)
- "Malograđani" (1983.)
- "Igmanski marš" kao Josip Broz Tito (1983.)
- "Prokleta avlija" kao ljubitelj žena (1984.)
- "Ubojica (TV drama)" kao inženjer Stojan Stanojević (1984.)
- "Divlja patka" (1984.)
- "Zadarski memento" kao Krševan Stipčević (1984.)
- "Slučaj Laze Kostića" (1985.)
- "Mušica" (1985.)
- "Jazol" kao Nikola (1985.)
- "Ljubavne priče" (1985)
- "Gospođica Julija" (1985.)
- "Vuk Karadžić" kao Pavle Cukić (1987.)
- "Tako se kalio čelik" kao Leo (1988.)
- "Portret Ilije Pevca" kao Pavle Dobrenov (1988.)
- "Neka čudna zemlja" kao Putnik (1988.)
- "Četrdeset osma — Zavjera i izdaja" kao Sreten Žujović (1990.)
- "Granica" kao Topić (1990.)
- "Hajde da se volimo 3" kao Mili (1990.)
- "Original falsifikata" kao Pavle (1991.)
- "Mala šala" kao Svetislav (1991.)
- "Tito i ja" kao Raja (1992.)
- "Radenko i Silvana" (1993.)
- "Bizantijsko plavo" kao Aranđel (1993.)
- "Podzemlje" kao Petar Popara Crni (1995.)
- "Do koske" kao Kovač (1996.)
- "Bila jednom jedna zemlja" kao Petar Popara Crni (1996.)
- "Moja domovina" (1997.)
- "Balkanska pravila" kao Marko Lazarević „Matori“ (1997.)
- "Bure baruta" (1998.)
- "Druga supruga" kao Fosko (1998.)
- "Zbogum na dvaesetiot vek" kao Djed Mraz (1998.)
- "Belo odelo" kao Savo/Vuko Tiodorović (1999.)
- "Bumerang" kao Bobi (2001.)
- "Mali svet" kao stariji vodnik Ras (2003.)
- "König der Diebe" kao Karuzo (2004.)
- "Pad u raj" kao Ljubiša Kundačina (2004.)
- "San zimske noći" kao Lazar (2004.)
- "Dobro uštimani mrtvaci" kao Ruždija Kučuk (2005.)
- "Krojačeva tajna" kao Pukovnik (2006.)
- "Optimisti" kao profesor Gavrilo/Simon/pokojni Ratomir/Gazda Pera/Aleksa Pantić (2006.)
- "Casino Royale" kao Kaminovski (2006.)
- "Sutra ujutru" kao Zdravko (2006.)
- "S. O. S. - Spasite naše duše" kao Gvozden (2007.)
- "Sonetàula" kao Egidio Malune (2008.)
- "Medeni mjesec" kao Verin stric (2009.)
- "Sveti Georgije ubiva aždahu" kao Đorđe Žandar (2009.)
- "Đavolja varoš" kao Taksista (2009.)
- "Selo gori, a baba se češlja (TV serija)" kao Jovan (2010.)
- "Bijeli lavovi" kao Dile (2011.)
- "Svećenikova djeca" kao biskup (2013.)
- "Ravna Gora" kao general Borivoje Mirković (2013.)
- "November Man" kao predsjednik Fedorov (2014.)
- "Bićemo prvaci svijeta" kao Josip Broz Tito (2015.)
- "S one strane" kao Žarko (2016.)
- "Koja je ovo država" kao Karlo (2018.)

## Vanjske poveznice
- Lazar Ristovski na imdb.com